# Episodi di Kids Incorporated (terza stagione)
La terza stagione della serie televisiva Kids Incorporated è stata trasmessa in anteprima negli Stati Uniti d'America dalla Disney Channel tra il 1986 e il 1987.
| nº | Titolo originale          | Titolo italiano | Prima TV USA | Prima TV Italia |
| -- | ------------------------- | --------------- | ------------ | --------------- |
| 1  | Oh Lucky Me               |                 | 1986         |                 |
| 2  | All in a Night's Work     |                 | 1986         |                 |
| 3  | Crush on You              |                 | 1986         |                 |
| 4  | Help Wanted: Help!        |                 | 1986         |                 |
| 5  | World Traveler            |                 | 1986         |                 |
| 6  | Riley Gets Stung          |                 | 1986         |                 |
| 7  | All's Well That Ends Well |                 | 1986         |                 |
| 8  | Boy Wonder                |                 |              |                 |
| 9  | The Gift                  |                 |              |                 |
| 10 | Episode #3.10             |                 |              |                 |
| 11 | Peter Pan                 |                 |              |                 |
| 12 | With a Twinkle in His Eye |                 | 1987         |                 |
| 13 | Clown Contest             |                 | 1987         |                 |